# Coronocyclus labratus
Coronocyclus labratus är en rundmaskart. Coronocyclus labratus ingår i släktet Coronocyclus, och familjen Strongylidae. Arten är reproducerande i Sverige.